# Furnu Korifí
Furnu Korifí o Mirtos Furnu Korifí (en grec, Φούρνου Κορυφή) és un jaciment arqueològic de Grècia situat a la costa meridional de l'illa de Creta, en la unitat perifèrica de Lassithi i al municipi de Ieràpetra, prop del poble de Mirtos. El seu nom és el del petit pujol de 66 metres on està situat.

## Característiques

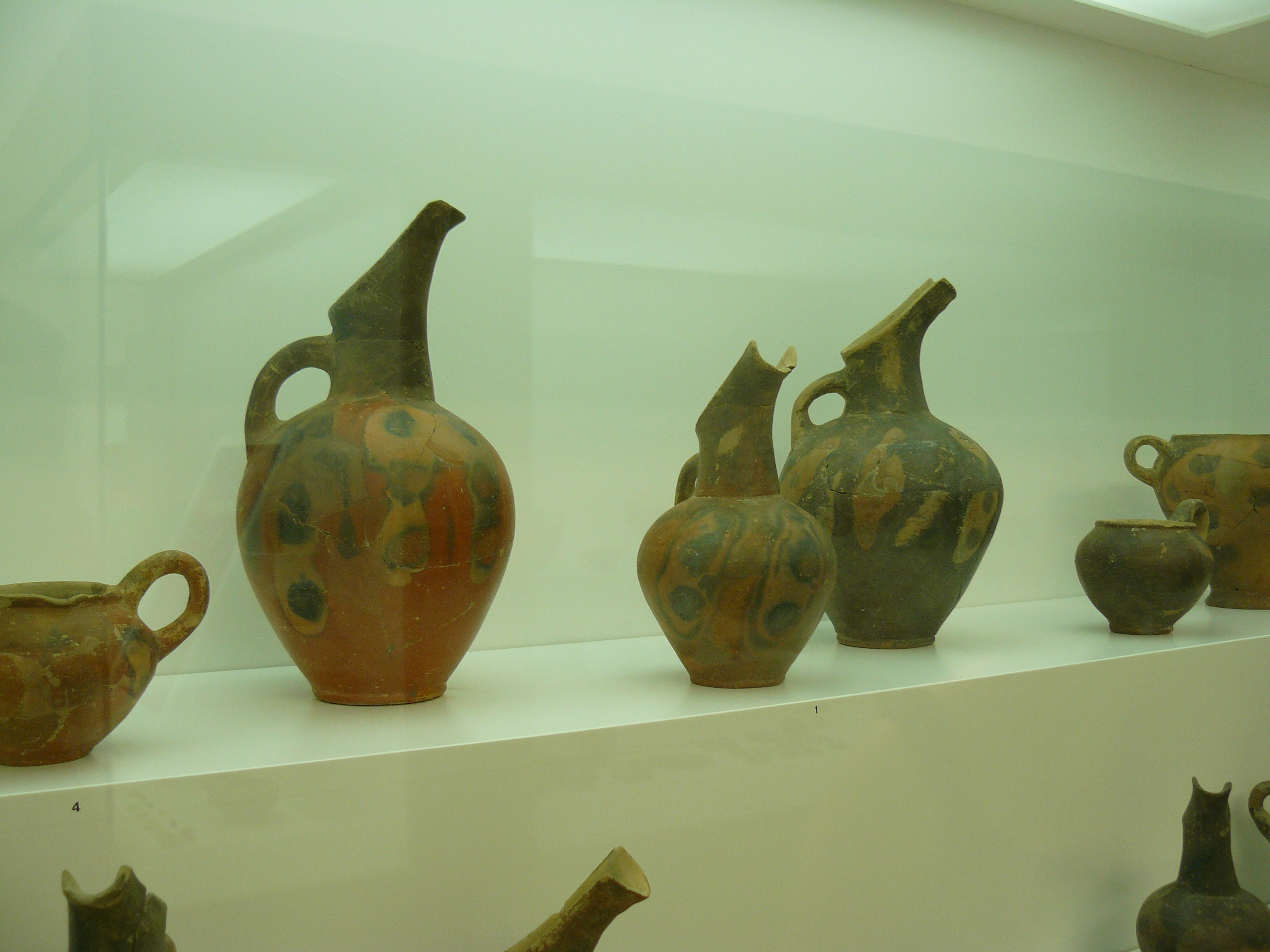
Algunes de les peces de ceràmica d'«estil Vasilikí» trobades a Furnu Korifí. Museu Arqueològic d'Agios Nikolaos

Aquest jaciment fou descobert el 1962 i les excavacions les hi començà al 1967 l'Escola Britànica d'Atenes, sota la direcció de Peter Warren. S'hi s'han trobat restes d'un poblat minoic que es construí en el període minoic antic IIA i la destrucció del qual es va produir en el minoic antic IIB, per un incendi, amb la qual cosa el seu període d'ocupació es donà entre 2600 i 2170 ae, aproximadament. A la rodalia se situa un altre assentament minoic conegut com a Mirtos-Pirgos. Tant Furnu Korifí com Pirgos i també el jaciment de Vassilikí foren destruïts pel foc si fa no fa en la mateixa època. S'ha suggerit que podria ser causat per enfrontaments interns entre cretencs o per invasions procedents d'Anatòlia.
S'han distingit dues fases d'ocupació: la primera correspon al període minoic antic IIA i l'altra al minoic antic IIB. La primera es feu en la part central de l'assentament i s'hi distingeixen ceràmiques fines grises i altres, molt variades, pintades a la manera anomenada «fosc sobre clar». En la segona hi ha ceràmiques roges i marrons i altres de l'estil conegut com a «Vassilikí»; en aquesta no hi ha ceràmica grisa i només se'n troba una del tipus «fosc sobre clar» coneguda com a estil «Mirtos». En aquesta segona fase n'hi ha dos nivells estratigràfics: un nivell d'habitació que va ser afectat pel foc i un segon nivell que correspon a l'ensulsiada provocada per l'incendi. Todd Whitelaw, que va estudiar el jaciment uns anys més tard que Peter Warren, calculà que, en l'època de l'incendi final, l'assentament devia estar habitat per unes 30 persones, enfront de les 100-120 que proposava Warren.
Tot l'assentament es va construir amb pedra sense revestir, a voltes amb maons de tova. Hi ha parets que conserven restes d'arrebossat blanc que estava pintat de roig. Els sostres eren plans i estaven formats per bigues cobertes de canyís. L'edifici era d'una sola planta.
S'ha constatat el cultiu en el llogaret de forment, ordi, vinya i olivera. Malgrat que no s'hi han trobat premses d'oli, s'ha trobat fusta d'olivera usada en elements constructius com sostres i portes. El bestiar es componia d'ovelles, porcs, cabres i bòvids.

## Funcions dels espais
En aquest assentament s'han distingit unes 100 habitacions o espais que ocupen un total d'uns 1.250 m². Todd Whitelaw ha agrupat les habitacions en quatre unitats residencials, tot i que admet que podrien haver-n'hi hagut cinc o sis. Aquestes residències no semblen haver pertangut a persones de diferents estatus socials, encara que sí que ja hi havia diferències entre elles, tant en la disposició interna com en la ceràmica que se'n troba en cadascuna. Totes aquestes unitats residencials tenen un espai destinat a cuina que s'identifica per una llar o forn i per la presència d'estris destinats a usos culinaris. Curiosament, cap de les estances identificades com a cuines estaven connectades amb portes a altres habitacions de les residències, sinó que estaven connectades amb l'exterior i fins i tot s'ha proposat que s'hi accediria pel sostre. Entre els altres tipus d'estances, hi havia zones d'emmagatzematge i altres destinades a tallers, entre els quals n'hi havia que es dedicaven a la producció tèxtil. En aquestes s'han trobat peses de teler, bols de filat i fusaioles, i es tractaria sobretot d'activitats relacionades amb la llana. També s'ha trobat obsidiana, que és un indici de relacions amb l'exterior. Altres investigadors han destacat la presència en l'assentament d'alguns espais que funcionarien com a zones comunitàries, com ara espais a l'aire lliure, carrers, un possible santuari i un mur perimetral a l'oest i al sud del voltant de mig metre d'amplària que degué tenir una funció defensiva. L'únic signe de construcció posterior al període minoic antic II és un edifici amb forma d'arc situat al cim del pujol on es van trobar pitos i un molí de pedra, la funció del qual era desconeguda.

## Troballes singulars

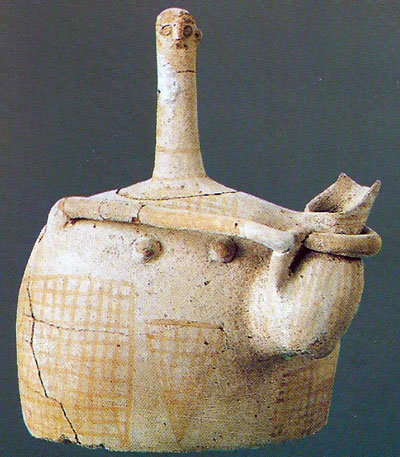
La coneguda com a «dea de Mirtos», trobada a Furnu Korifí. Museu Arqueològic d'Agios Nikolaos

A més de la ceràmica i eines ja esmentades s'hi han trobat altres tipus d'objectes, com un punyal de coure, grans de collaret, una petxina amb un extrem trencat que es degué utilitzar com a trompeta, algunes figuretes d'animals i antropomòrfiques, i unes pedres amb un cercle de diversos forats semblants a altres de trobades en altres jaciments la funció de les quals és desconeguda, tot i que s'ha suggerit que podrien ser taules de joc.
Només s'ha trobat una resta humana en tot l'assentament, que correspon a un crani i que podria ser una relíquia que haurien volgut conservar els habitants del poblat. Una altra troballa única en tot l'assentament fou un got de terracota amb forma de dona que sosté una gerra als malucs i de la qual s'ha suggerit que representava a una divinitat relacionada amb la protecció de les fonts d'aigua.